# Józef Bornstein

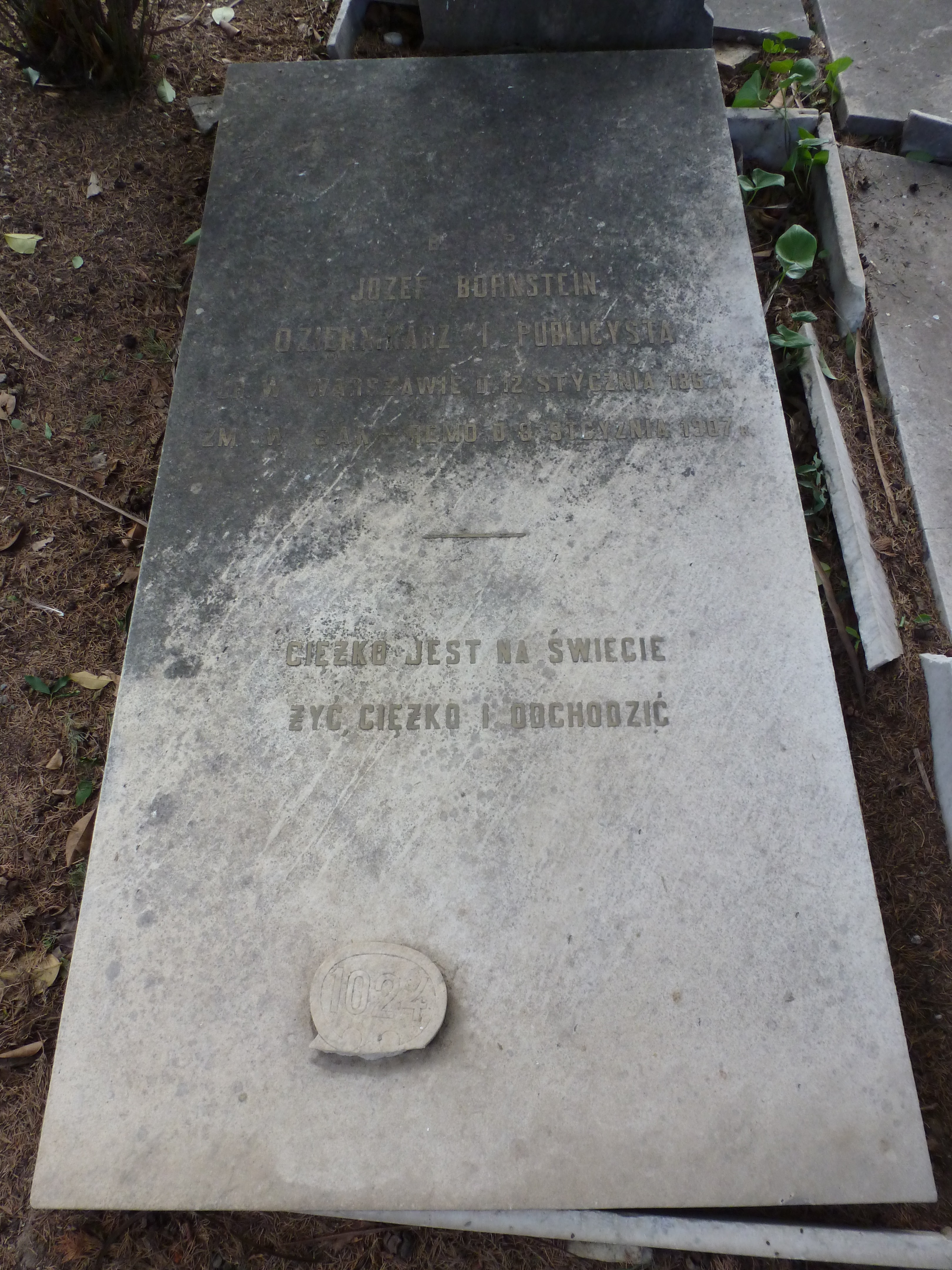
Grób Józefa Bornsteina

Józef Bornstein, także Bornsztein, ps. „Ildefons Kucharski”, „J.B.”, ur. 12 stycznia 1867 w Warszawie, zm. 9 stycznia 1907 w San Remo) – polski dziennikarz i publicysta żydowskiego pochodzenia.

## Życiorys
Syn Maksymiliana i Heleny. Ukończył II Gimnazjum w Warszawie, następnie studiował na Uniwersytecie Jagiellońskim na Wydziale Prawa (1885–1888) i na Wydziale Filozoficznym (1888–1889). Po studiach pracował w redakcji „Reformy”. Dorywczo współpracował z „Kuryerem Krakowskim” Kazimierza Bartoszewicza. W 1891 założył własny dwutygodnik literacko-społeczny „Myśl”, wydawany do 1896 w Krakowie, przejściowo we Lwowie, potem współpracował z lwowską redakcją „Słowa Polskiego”, był też korespondentem stałym „Gazety Handlowej”. Współpracował z „Kurierem Polskim”, dostarczał korespondencje krakowskie i lwowskie do warszawskiego „Głosu”. We Lwowie założył własne pismo „Dzień”. Po upadku gazety przeniósł się do Warszawy, tam współpracował z „Nową Gazetą” i „Ludzkością”. Zmarł w San Remo dokąd wyjechał na kurację, pochowany jest na tamtejszym cmentarzu (Cimitero Monumentale della Foce).

## Niektóre artykuły
- Kazimierz Bartoszewicz. Kraków, 1892
- Ś.p. Maurycy Fierich. „Świat”, 1889